# Hydroaérodrome de Vancouver
Ne doit pas être confondu avec Aéroport international de Vancouver.
Pour les articles homonymes, voir CXH.
L'Hydroaérodrome de Vancouver (code AITA : CXH ; en anglais : Vancouver Harbour Flight Centre) est un hydroaérodrome situé dans le havre de Vancouver, Colombie-Britannique, Canada.

## Description
L'hydroaérodrome est situé à côté du Centre de conférences de Vancouver. Il est à distance de marche de la Canada Place et de la Gare Waterfront.
L'hydroaérodrome est classé un aéroport d'entrées par l'Agence des services frontaliers du Canada (ASFC). Avant la commencement du vol réguliers entre Vancouver et Seattle, il fut utilisé exclusivement pour le dédouanement des usagers arrivant par hydravion, dont les vols n'étaient pas réguliers et qui ne pouvaient transporter plus de 15 voyageurs, y compris les membres d'équipage. L'hydroaérodrome est tenu par des officiers de l'ASFC, 24 heures sur 24 et 7 jours sur 7.

## Tour de contrôle
La tour de contrôle de l'hydroaérodrôme de Vancouver (en) présente la particularité d'être placée au sommet d'un immeuble, à 142 m du niveau du sol. Elle gère environ 90 mouvements par jour en hiver, et jusqu'à 150 par jour en été.

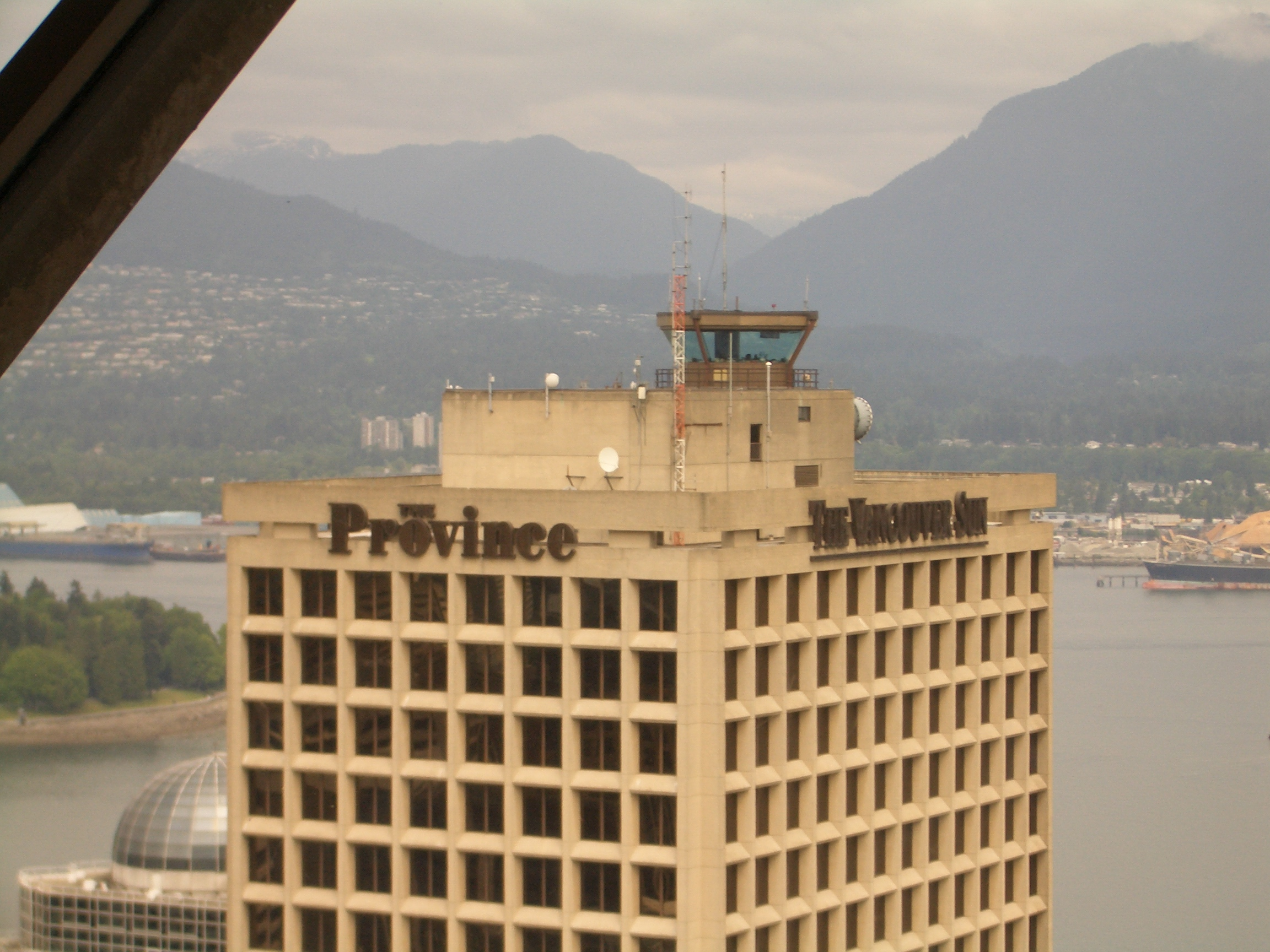
Tour de contrôle de l'hydroaérodrôme de Vancouver

## Compagnies aériennes et destinations
| Compagnies                                  | Destinations                                                                                                |
| ------------------------------------------- | --- |
| Harbour Air                                 | Île Pender, Île Salt Spring, Maple Bay, Port de Nanaïmo, Sechelt, Port de Victoria, Seattle—Lac Union (en). |
| Kenmore Air                                 | Seattle—Lac Union (en).                                                                                     |
| Helijet                                     | Nanaïmo, Port de Victoria, Vancouver, Évacuations sanitaires (sous contrat avec SAMUCB (en)).               |
| Salt Spring Air (exploitée par Harbour Air) | Île Pender, Île Salt Spring, Maple Bay, Victoria, Port de Victoria.                                         |
| Seair Seaplanes                             | Port de Nanaïmo.                                                                                            |
| Tofino Air (exploitée par Harbour Air)      | Port de Nanaïmo (vols affrétés), Sechelt (vols affrétés).                                                   |
| West Coast Air (exploitée par Harbour Air)  | Port de Victoria, Port de Nanaïmo, Comox.                                                                   |
| Whistler Air (exploitée par Harbour Air)    | Whistler (saisonnier).                                                                                      |